# Craig Dove
Craig Dove (født 6. august 1983) er en engelsk, der er assistenttræner i Alsager Town.

## Karriere
Han startede sin karriere i Middlesbrough, i en tid hvor han også var i York City på en månedslang aftale i oktober 2003. Han skiftede efterfølgende til Rushden & Diamonds, hvor han spillede et år. I 2005 skiftede Craig Dove til Chester City. Under hans tid i Chester City var han udlånt til Forest Green Rovers.
I juli 2008 skiftede Dove til Kidsgrove Athletic. Han forlod Kidsgrove i januar 2014 for at blive en del af Alsager Town.